# Funtumia africana
Espèce
Classification APG III (2009)
Funtumia africana est une espèce de plante à fleurs de la famille des Apocynaceae. Il s'agit d'un arbre trouvé en Afrique, notamment au Liberia.